# 蒋堂站
蒋堂站位于浙江省金华市蒋堂镇 ，是沪昆铁路的一个车站，建于1948年，由上海铁路局金华车务段管辖。车站办理列车通过停靠作业，不办理客货运业务。

## 历史

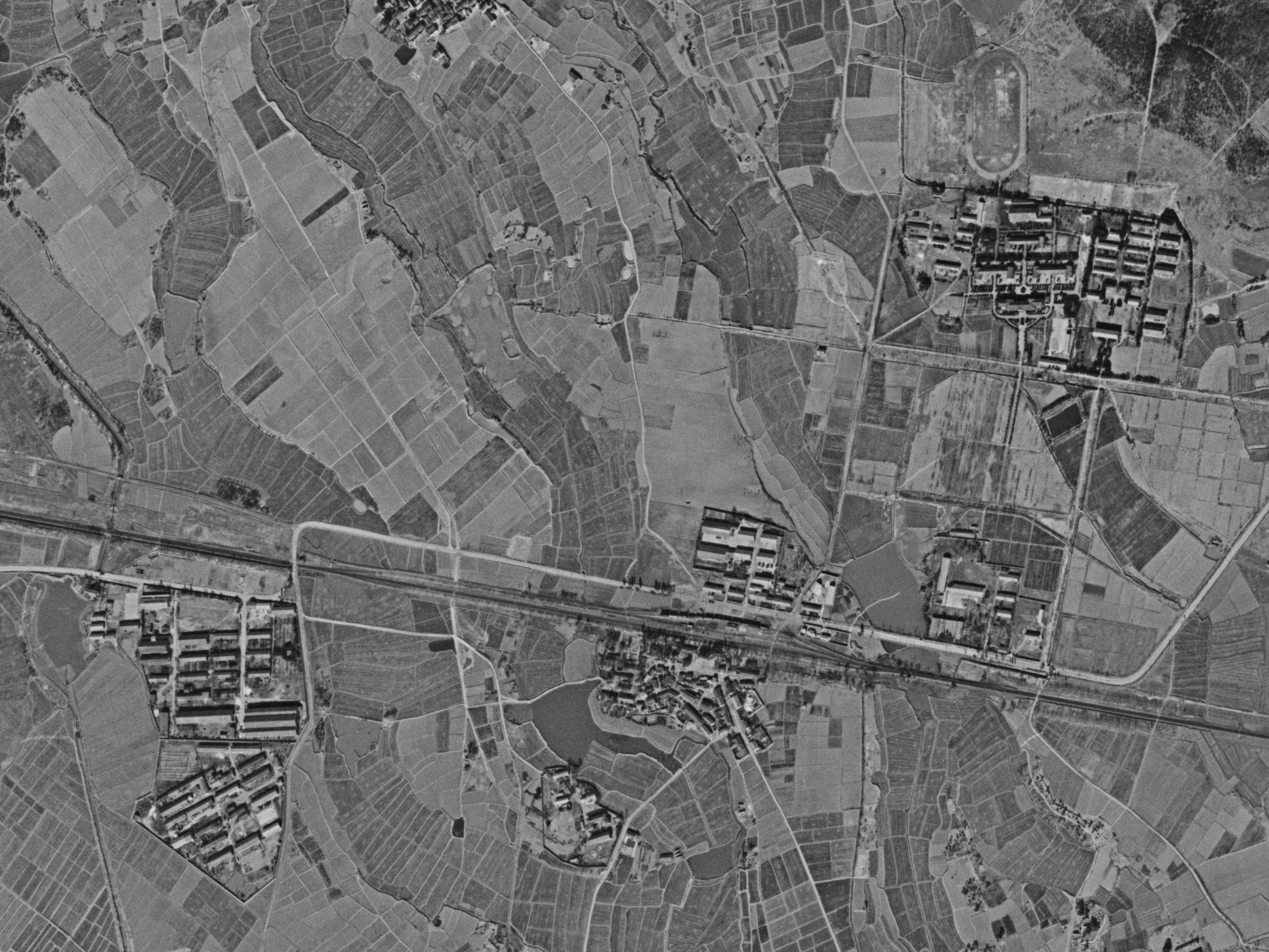
蒋堂火车站及周围卫星图（1972年）

蒋堂站于1948年落成，以车站附近大约有300余人口的蒋塘村命名，随后蒋塘因车站而改名蒋堂。当时车站设有1条正线、2条到发线及1条货物线:317。
蒋堂车站的设立带动了蒋堂镇的发展：由于蒋堂镇内设有浙江省金华监狱、金华市第一中学（由酒坊巷迁此）等单位，大量学生、探监客流在蒋堂站乘降。1988年车站开始复线化工程，将站场规模扩建至5股，于1989年3月21日完工:317。
后来因公路交通的发展和金华一中迁至金东区等因素，蒋堂站客流日益减少，客运功能关停。目前的蒋堂站仅长三角货物快运列车的货物装卸业务。
根据《金华市区城市综合交通规划（2012～2020）》，杭金衢城际铁路将预留蒋堂站。
未来金华铁路枢纽外绕线将接入蒋堂站东咽喉。

## 车站结构
蒋堂站设有5条股道，包括2条正线、2条到发线和1条货物线。站舍位于线路南侧，设有130平方米的站房和204平方米的候车室各一座:317。并设有通往上海工务大修段蒋堂基地的专用线:187。